# Los ojos vendados
 Los ojos vendados és una pel·lícula espanyola dirigida per Carlos Saura, estrenada el 1978. Ha estat doblada al català.

## Argument
Luis és un director teatral que es queda aclaparat després d'assistir a un acte contra la tortura, especialment després d'escoltar una dona argentina. Poc després, inicia una relació amb Emilia, una dona casada que li recorda tant l'Argentina que li ofereix interpretar el seu paper en un muntatge sobre la tortura. Els atacs de la ultradreta contra l'obra no es fan esperar.

## Repartiment
- Geraldine Chaplin: Emilia
- José Luis Gómez: Luis
- Xabier Elorriaga: Manuel
- Lola Cardona: la tia
- André Falcon: l'advocat
- Manuel Guitián: l'oncle
- Verónica Forqué: una alumna
- Juan Ramón Sánchez: un alumne